# Live at the Palladium (Turin Brakes)
Live At The Palladium is het eerste livealbum van Turin Brakes. Het akoestische concert werd opgenomen op 6 november 2005 in de Palladium in Londen. Vervolgens werd het album binnen 24 uur gemixt en beschikbaar gemaakt via de website van de band. Later kwam het album beschikbaar via diverse muziekwinkels op internet. Het album bevat één niet eerder uitgebracht nummer (Love Is All You Deserve) en een cover van Eye Of The Tiger.

## Tracklist
1. The Door
2. Mind Over Money
3. Building Wraps Round Me
4. Love Is All You Deserve
5. Underdog (Save Me)
6. Stone Thrown
7. The Optimist
8. Fishing for a Dream
9. Over and Over
10. Long Distance
11. Red Moon
12. Above the Clouds
13. Feeling Oblivion
14. Eye of the Tiger (Jam)
15. Painkiller
16. JackInABox
17. They Can't Buy the Sunshine
18. Forever
19. Emergency 72
20. Asleep with the Fireflies
21. Future Boy
22. State of Things